# Kotzenbüll
Kotzenbüll település Németországban, Schleswig-Holstein tartományban. Lakosainak száma 183 fő (2023. december 31.).

## Népesség
A település népességének változása:
| Lakosok száma | 194  | 209  | 203  | 182  | 189  | 183  |
|               | 1975 | 2017 | 2019 | 2021 | 2022 | 2023 |